# Марко Кажан
Марко Кажан (*, д/н —після 1754) — український політичний та військовий діяч, кошовий отаман Війська Запорозького у 1748 році. У літературі інколи помилково згадується як Марко Кіндратович Ус, що був полковником Кальміуської паланки в 1747 році.

## Життєпис
Походження невідоме. Був козаком Незамаївського куреня на Січі. У 1743 році вже значиться як знатний товариш куреня. Того ж року деякий час був курінним отаманом, за наказом кошового Якима Ігнатовича слідкував за татарським перевозом на Кизи-Кермені. 1746 року очолював запорозьку депутацію у комісії, скликаній у фортеці Святої Анни для вирішення порубіжних конфліктів між запорожцями та донськими козаками.
1 січня 1748 року обирається кошовим отаманом. 25 червня того ж року знятий з отаманства й замінений на Якима Ігнатовича. Остання письмова згадка про нього відноситься до 1754 року. Мав зимівник у Широкій Балці.